# El Jobo, Tabasco
El Jobo är en ort i Mexiko.   Den ligger i kommunen Cárdenas och delstaten Tabasco, i den sydöstra delen av landet, 600 km öster om huvudstaden Mexico City. El Jobo ligger 8 meter över havet och antalet invånare är 373.
Terrängen runt El Jobo är mycket platt. Runt El Jobo är det ganska tätbefolkat, med 129 invånare per kvadratkilometer. Närmaste större samhälle är Poblado C-11 José María Morelos y Pavón, 8,7 km öster om El Jobo. Trakten runt El Jobo består till största delen av jordbruksmark.